# コールドチェーン

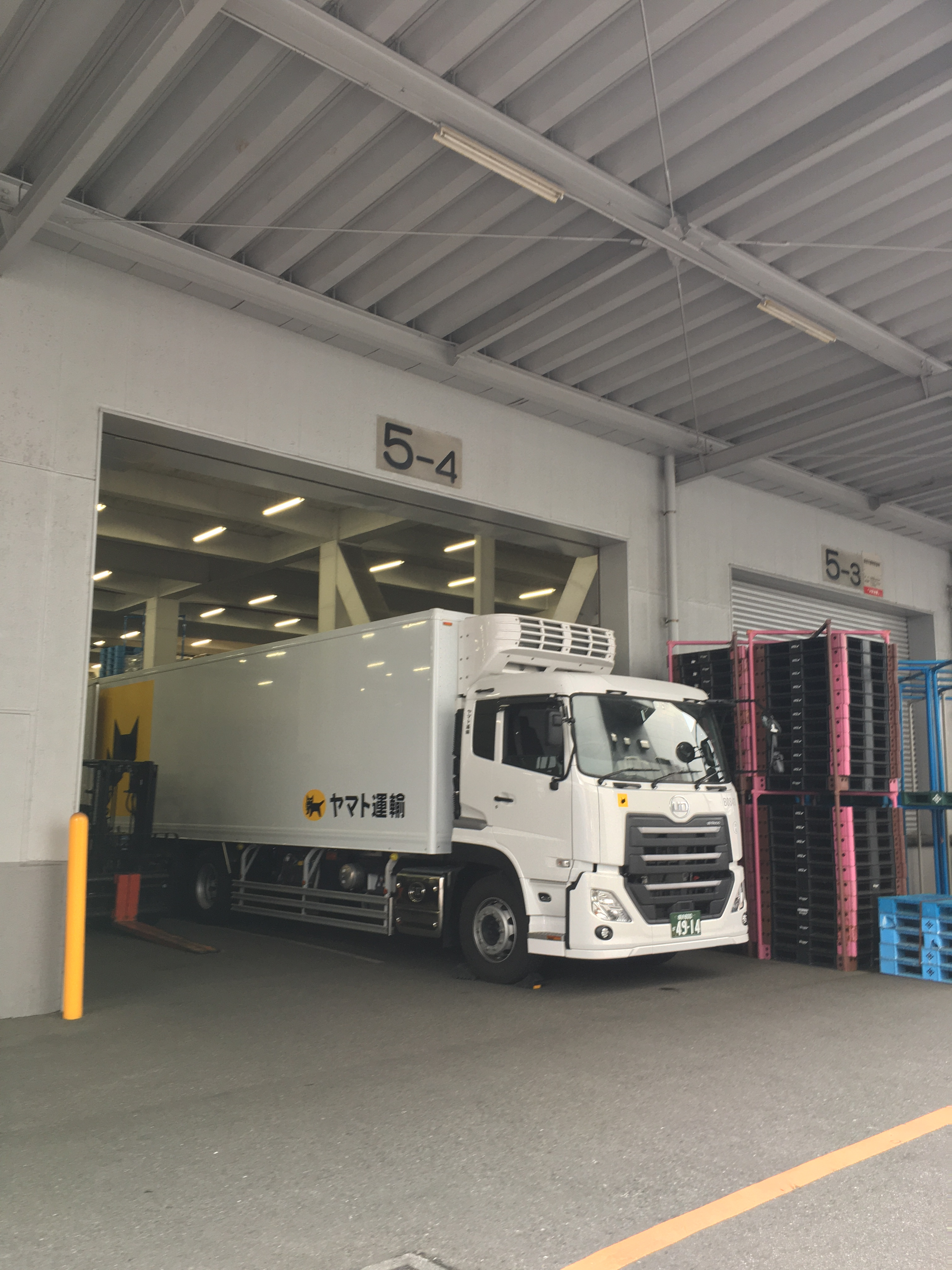
ヤマト運輸のクール便の集荷

コールドチェーン（英語: Cold chain）とは、生鮮食品や医薬品などを生産・輸送・消費の過程で途切れることなく低温に保つ物流方式。日本語では「低温流通体系」とも表記される。この技術により、生鮮食品などの広域流通や長期間の保存が可能となった。技術が確立されるまでは常温での輸送が常識であり、日本料理の象徴とされる寿司や各種の魚料理も、コールドチェーンの普及前と後では全くその形態は異なっている。

## 概要
アメリカでは第二次世界大戦後直ぐ、冷蔵庫が急速に普及したことで冷凍食品の流通量も増えており、日本はこの影響を強く受けている。日本は1955年（昭和30年）頃から高度経済成長期に突入し、この辺りから冷凍食品に関する消費が増え始めたことで、1959年（昭和34年）に食品衛生法に則った冷凍食品の規格基準が厚生省から公示され、マイナス15度以下での保管が義務付けらており、1965年（昭和40年）には、科学技術庁主導による「コールドチェーン勧告」が出されたことで流通ネットワークの整備が本格的に開始されている。1975年（昭和50年）には、マイナス18度以下で保存することが決定され、今日における低温流通形態が確立している。1960年（昭和35年）頃から家庭用冷蔵庫が普及し始めたことで、それまで冷凍食品は主に業務用であったが、冷蔵庫の普及により家庭用冷凍食品にも応用される形となった。
生鮮食品の場合、産地で収穫後すぐに低温貯蔵して出荷、それを温度管理された物流手段で輸送・貯蔵・仕分けなどを行い、品質の悪化を最小限に抑える。このためには、品質を保持する上での冷却方法、温度変化の少ない輸送・貯蔵・仕分方式などの開発が必要である。例えばマグロやカツオは釣り上げた後、すぐさまに船内で急速冷凍され、凍結されたままで市場で売られ、小売店に到着する。凍結にかかる時間が長いほど、或いは温度が高い（たとえ0°C以下であっても）ほど、氷の結晶が成長して食材の細胞が破壊され、風味を著しく低下させる。解凍して再凍結を繰り返すと、最悪の場合スポンジ状になる。これを逆に利用したのが高野豆腐や寒天などフリーズドライである。
さらに1980年代後半からは、宅配便にもクール宅急便（ヤマト運輸）などのような温度管理を行うサービスが登場し、これを利用した通信販売などへの応用も進んだ。
ワクチンなど低温での保存が必要な医薬品を配送する際にも重要となり、低温流通形態が確立したことで、海外との輸出入や日本全国へ配送が可能となった。

## 保管温度帯区分
温度帯区分や名称は統一されていないが、概ね以下に分類される。
| 温度         | 名称             | 主な製品                     | 注記                                                                                    |
| ------------ | ---------------- | ---------------------------- | --------------------------------------------------------------------------------------- |
| 20°C以上     | 加温             | ピザ、フライなど             |                                                                                         |
| 10°Cから20°C | 常温 定温 ドライ | チョコレート、米など         | -15°Cから20°Cまでが一般的に3温度帯と称される。                                          |
| 5°Cから-5°C  | 冷温 チルド      | 乳製品、精肉、鮮魚、漬物など | -3°Cから0°Cまでは氷温（パーシャル）とも称され、主に鮮魚や漬物に使用される温度帯である。 |
| -15°C以下    | 冷凍 フローズン  | 冷凍食品、アイスクリームなど |                                                                                         |

このほか、倉庫業法上では以下の温度区分が使用されている。
| 温度           | 名称 | 主な製品               |
| -------------- | ---- | ---------------------- |
| 0°Cから10°C    | C3級 |                        |
| 0°Cから-10°C   | C2級 |                        |
| -10°Cから-20°C | C1級 | パン生地、冷凍食品など |
| -20°Cから-30°C | F1級 | アイスクリームなど     |
| -30°Cから-40°C | F2級 |                        |
| -40°Cから-50°C | F3級 | 冷凍マグロなど         |
| -50°C以下      | F4級 |                        |

## 主要製造メーカー
- 東プレ - 車載式空調機を開発する国内最大手。
- 菱重コールドチェーン - 車載式空調機大手の三菱重工グループ企業。
- デンソー - 車載式空調機を開発する国内メーカー。
- ダイキン - 主にリーファコンテナ用の空調機製造を行う。
- 東光冷熱エンジニアリング - 主に小型車向けの空調機を専業とする産業機械メーカー。
- キャリア - アメリカ、レイセオン・テクノロジーズ傘下の車載式大手空調機メーカー。
- サーモキング - アメリカ、トレイン・テクノロジーズ（英語版）傘下の車載式大手空調機メーカー。
- FRIGOBLOCK（フリゴブロック） - ヨーロッパにおける車載式空調機器大手企業。ドイツに本社を構えトレイン・テクノロジーズ傘下企業となる。
- ゼクセル - 車載式空調機を開発するロバートボッシュ傘下企業。